# 266-я стрелковая дивизия (3-го формирования)
266-я стрелковая Артёмовско-Берлинская Краснознамённая, ордена Суворова дивизия — воинское соединение РККА Вооружённых Сил СССР, принимавшее участие в Великой Отечественной войне.
Сокращённое наименование — 266 сд.

## История

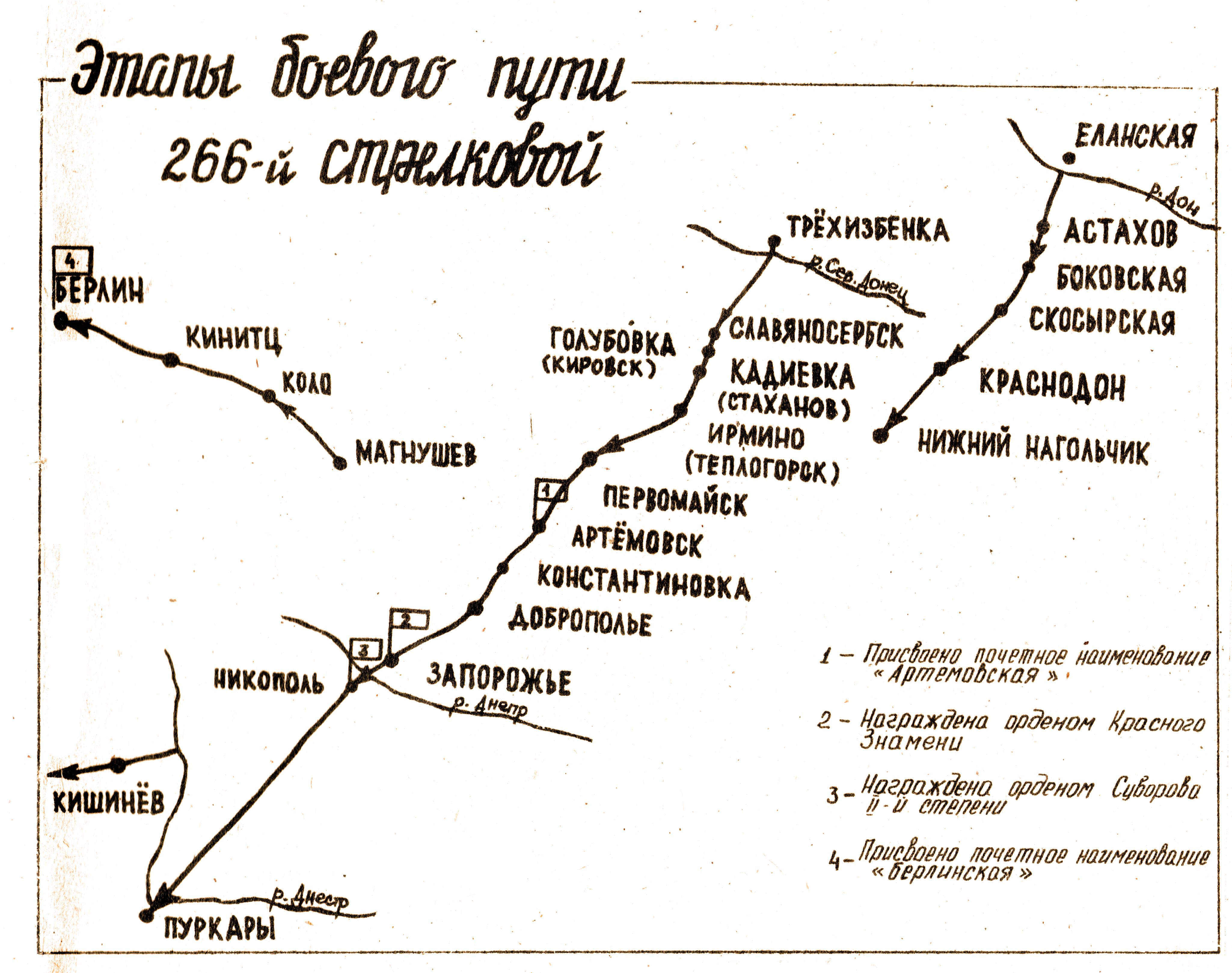

266-я стрелковая дивизия 3-го формирования была образована на основании постановлений Государственного Комитета Обороны № ГОКО-2061 от 18 июля 1942 года, № ГОКО-2154 от 27 июля 1942 года и распоряжения заместителя НКО СССР № орг-2/2423 от 1 августа 1942 года. 24 июля 1942 года в городе Сызрань Куйбышевской области, началось комплектование 121-й команды, впоследствии директивой заместителя НКО СССР № орг-2/2464 от 1 сентября 1942 года переименованной в 266-ю стрелковую дивизию.
Формирование дивизии проходило:
- 1006-й стрелковый полк, 575-й отдельный сапёрный батальон, 379-я отдельная разведывательная рота и 361-я отдельная рота химической защиты — в Жемковских лагерях.
- 1008-й стрелковый полк, 203-й отдельный пулемётный батальон, отдельный учебный батальон — в Трубетчинских лагерях.
- 1110-й стрелковый полк и 470-я полевая хлебопекарня — в Заборовских лагерях.
- 832-й артиллерийский полк, 93-й ветеринарный лазарет, 360-й отдельный истребительно-противотанковый дивизион и 81-я отдельная зенитная батарея — в Димидовских лагерях.
- Штаб дивизии, 215-я отдельная рота связи и 295-й медико-санитарный батальон, — в Раменских лагерях.
- 451-я отдельная автомобильная рота подвоза — в городе Сызрань[1].

В течение первого месяца формирования в дивизию поступили: из Куйбышевского военкомата — 1500 человек, из госпиталей Куйбышева — 850, из запасных частей Приволжского военного округа — 1500, из войск Дальневосточного фронта — 780, из Барнаульского и Саратовского пехотных училищ — 1350 человек. Всего в строй дивизии встали 10373 человека.
Сама дивизия вошла в состав 3-й гвардейской армии Юго-Западного фронта.

## Участие в боевых действиях
Период вхождения в действующую армию: 20 ноября 1942 года — 5 сентября 1944 года, 30 октября 1944 года — 9 мая 1945 года.
Первое боевое крещение дивизия получила в Сталинградской битве. Прорвав оборону гитлеровцев на Дону, она вышла в район хутора Астахов. В декабре 1942 года войска 3-й гвардейской армии начали наступление на фланг группировки Манштейна. В этом сражении 266-я дивизия овладела станцией Скосырская.
В марте 1943 года дивизия уже была на подступах к Ворошиловграду. Здесь в оборонительных боях снайпер 1008 стрелкового полка старший сержант Величко уничтожил 260 солдат противника, за что был удостоен звания Героя Советского Союза.
Перейдя в наступление, полки дивизии освобождали один населённый пункт за другим. 2 сентября советские воины заняли Славяносербск, Крымское, Сентяновку, а 3 сентября — Голубовку, Кадиевку, Первомайск.
…1010 полк освободил в тот день Ирмино — родину стахановского движения. Шахтёры показали воинам дом, где жил знатный забойщик Алексей Стаханов, взорванную врагами шахту, где он ставил рекорды.
5 сентября части дивизии овладели городом Артёмовском. В ознаменование этой победы ей было присвоено наименование Артёмовская, Указом Президиума Верховного Совета СССР дивизия была награждена орденом Красного Знамени.
Зимой 1944 года она форсировала Днепр и завязала бои за освобождение Никополя. За этот подвиг стрелковая дивизия была отмечена орденом Суворова II степени. Затем, тесня врага, она форсировала Днестр, приняла участие в Ясско-Кишинёвской операции, а в августе вступила в Кишинёв.
Зимой 1945 года в бою за город Коло воины 1006-го стрелкового полка младший лейтенант Леваков и сержант Носуля повторили подвиг Александра Матросова, посмертно они удостоены звания Героя Советского Союза. в феврале-марте 1945 года дивизия участвовала в боевых действиях по удержанию и расширению плацдарма в районе Кюстрина.
Апрель 1945 года. 266-я стрелковая дивизия вместе с другими частями стремительно наступала на Берлин. 22 апреля она ворвалась в один из пригородов фашистской столицы. Штурм Берлина длился десять дней и ночей. Перед штурмом городской ратуши была поставлена задача водрузить над ней Красное знамя. Это осуществил комсорг 1010-го полка младший лейтенант Пётр Бутко, за что ему было присвоено звание Героя Советского Союза.
1 мая части дивизии вышли к рейхстагу, над которым уже реял советский флаг. В ознаменование Великой Победы 266-й было присвоено наименование «Берлинская».

## Состав
- 1006-й стрелковый полк
- 1008-й стрелковый полк
- 1010-й стрелковый полк
- 832-й артиллерийский полк
- 360-й отдельный истребительно-противотанковый дивизион (28.09.1944 переформирован в 360 осад)[6]
- 360-й отдельный самоходный артиллерийский дивизион (с 28.09.1944)[7]
- 379-я отдельная разведывательная рота
- 575-й отдельный сапёрный батальон
- 728-й отдельный батальон связи (215-я отдельная рота связи)
- 295-й отдельный медико-санитарный батальон
- 361-я отдельная рота химической защиты
- 451-я отдельная автомобильная рота подвоза[8]
- 470-я полевая хлебопекарня
- 93-й дивизионный ветеринарный лазарет
- 2040-я (1686-я) полевая почтовая станция
- 631-я (1112-я) полевая касса Государственного банка[9]
- 203-й отдельный пулемётный батальон (30.04.1943 расформирован)
- 81-я отдельная зенитно-артиллерийская батарея (11.05.1943 расформирована)[10]
- отдельная зенитная пулемётная рота
- отдельный учебный батальон

## Награды и почётные наименования
| Награда (наименование)              | Дата награждения                                                 | За что награждена |
| ----------------------------------- | ---------------------------------------------------------------- | --- |
| Почётное наименование «Артёмовская» | Приказ Верховного главнокомандующего № 9 от 8 сентября 1943 года | в ознаменование одержанной победы и отличие в боях за овладение Донбассом                                                                           |
| Почётное наименование «Берлинская»  | Приказ Верховного главнокомандующего № 0111 от 11 июня 1945 года | за отличие в боях при овладении городом Берлин |
| Орден Красного Знамени              | Указ Президиума Верховного Совета СССР от 14 октября 1943 года   | за образцовое выполнение боевых заданий командования на фронте борьбы с немецкими захватчиками и проявленные при этом доблесть и мужество           |
| Орден Суворова II степени           | Указ Президиума Верховного Совета СССР от 13 февраля 1944 года   | за образцовое выполнение боевых заданий командования в боях за ликвидацию Никопольского плацдарма немцев и проявленные при этом доблесть и мужество |

Также были удостоены наград и почётных наименований входящие в состав дивизии части:
- 1006-й стрелковый Бранденбургский[15] Краснознамённый[16] полк
- 1008-й стрелковый ордена Суворова[17] полк
- 1010-й стрелковый ордена Суворова[17] полк
- 832-й артиллерийский Бранденбугрский[15] ордена Кутузова[16] полк
- 575-й отдельный сапёрный ордена Красной Звезды[16] батальон
- 728-й отдельный ордена Красной Звезды[16] батальон связи
- 295-й отдельный медико-санитарный ордена Красной Звезды[16] батальон
- 360-й отдельный самоходный артиллерийский Бранденбугрский[15] дивизион

## Командование дивизии

### Командиры
- Ветошников, Леонид Владимирович (26.08.1942 — 06.01.1943), генерал-майор;
- Мухамедьяров, Латып Шафикович (07.01.1943 — 26.04.1943), полковник[18];
- Ребриков, Корней Григорьевич (27.04.1943 — 02.12.1943), генерал-майор;
- Фомиченко, Савва Максимович[англ.] (03.12.1943 — 09.05.1945), полковник, с 20.04.1945 генерал-майор[19][20]

### Военные комиссары (с 9.10.1942 заместители командира дивизии по политической части)
- Герасичев Иван Васильевич (29.08.1942 — 16.06.1943), полковой комиссар, с 31.01.1943 подполковник;
- Сорокин Пётр Иванович (16.06.1943 — 21.06.1944), подполковник;
- Бродович Михаил Алексеевич (21.06.1944 — 28.01.1945), подполковник;
- Логинов Василий Иванович (28.01.1945 — 06.05.1946), подполковник[21]

## Отличившиеся воины дивизии
Герои Советского Союза:
- Алексеев, Модест Алексеевич, майор, командир батальона 1008-го стрелкового полка.
- Бабаев, Таджиали Бабаевич, младший сержант, пулемётчик 1006-го стрелкового полка.
- Бутко, Пётр Клементьевич, младший лейтенант, комсорг батальона 1010-го стрелкового полка.
- Величко, Геннадий Иосифович, старший сержант, снайпер 1008-го стрелкового полка.
- Громов, Константин Григорьевич, младший лейтенант, комсорг батальона 1008-го стрелкового полка.
- Загородский, Михаил Филиппович, полковник, командир 1010-го стрелкового полка.
- Згама, Пётр Николаевич, старший сержант, командир отделения разведки 1008-го стрелкового полка.
- Канский, Всеволод Елисеевич, старший лейтенант, командир роты 1006-го стрелкового полка.
- Красуцкий, Евгений Иванович, гвардии капитан, командир батальона 1008-го стрелкового полка.
- Кривонос Александр Владимирович, снайпер, 8 рота 201сп 84сд, Герой Советского Союза, 22.2.44. Старший лейтенант, офицер разведки 1006-го стрелкового полка.
- Леваков, Владимир Иванович, лейтенант, командир взвода 1006-го стрелкового полка.
- Малышев Пётр Степанович, красноармеец , 7 рота 1118сп 333сд, Герой Советского Союза, 22.02.44. Старший сержант, командир отделения, рота автоматчиков 1008-го стрелкового полка.
- Носуля Николай Васильевич, сержант, командир отделения 1006-го стрелкового полка.
- Сидоров Пётр Петрович, рядовой, стрелок, 1008-го стрелкового полка.
- Стерлигов Василий Дмитриевич, младший сержант, командир отделения 1008-го стрелкового полка.
- Тюсин Николай Максимович, старший лейтенант, командир роты 1006-го стрелкового полка.
- Усенбеков Калийнур Усенбекович, старший лейтенант, парторг 1008-го стрелкового полка.
- Чередник Иван Яковлевич, майор, командир батальона 1006-го стрелкового полка.
- Юсупов Владимир Савельевич, сержант, помощника командира взвода 5-й роты 1008 стрелкового полка.

 Кавалеры ордена Славы трёх степеней.
- Молоков Николай Александрович, младший сержант, пулемётчик 1008 стрелкового полка. Указ Верховного Совета СССР от 15 мая 1946 года.